# Breakcore
Breakcore is een losjes gedefinieerde elektronische muziekstijl die elementen van drum en bass, hardcore house, rhythmic noise, illbient en Intelligent Dance Music samen brengt in een breakbeat-georiënteerd geluid dat snelheid, complexiteit en maximale geluidsdichtheid aanmoedigt. Het is een muziekstijl die begin jaren negentig is ontstaan met artiesten als Atari Teenage Riot en Ec8or.

## Verschillende stijlen
Breakcore is moeilijk als één genre te zien, de stijl valt verder onder te verdelen. 

### Old School Breakcore
Alhoewel deze term niet officieel is worden artiesten die de grondlegging van de breakcore hebben gemaakt wel zo genoemd. Artiesten die in de jaren negentig amen-breaks combineerden met noise en agressie vallen onder deze groep. Eigenlijk zal je hier altijd de amen-break vrijwel onaangetast terug vinden. Denk hierbij aan artiesten als Atari Teenage Riot en Ec8or.

### Raggacore
Deze vorm van breakcore is beïnvloed door de Ragga jungle, raggacore onderscheidt zich door het gebruik van raggasamples, dancehall-ritmes en vocalen. Slechts enkele artiesten produceren deze stijl, waaronder Bong-Ra, Enduser and Shitmat.

### Ravecore
Later in de jaren negentig was de rave scene zeer populair. Artiesten als Donna Summer spelen hier op in en gebruiken de vrolijke melodietjes in hun nummers. Deze artiesten breken voornamelijk de beats voor het breakcore effect. Dev/Null is ook een goed voorbeeld van dit subgenre.

### Oldschool Ravecore
Dit verschilt slechts weinig van Ravecore. Maar waar Ravecore vaak de amen-break links laat liggen combineert dit subgenre deze break met rave-invloeden.

### Metalcore/Grindcore-breakcore
Voor dit subgenre is geen officiële naam bedacht, ondanks dat veel artiesten metal-invloeden met breakcore combineren. Gitaarriffs uit bekende metalliederen worden gebruikt en gecombineerd met agressieve jungle-beats. Dit wordt afgemixt en wordt ook gekenmerkt door glitches, die klinken alsof het nummer vastloopt.

### Noisecore
Combineer ruisgeluiden met amenbreaks en je krijgt dit genre. Het is geweld voor het gehoor en er zit veel agressie in. Artiesten van het label D-Trash maken dit genre.

## Breakcore in België en Nederland
Zowel België als Nederland hebben een actieve scene. Artiesten zoals Sickboy, Bong-ra, Servants of the Apocalyptic Goat Rave, Djoust, Cartix-9, YMB, Droon genieten van wereldwijde bekendheid.
Grote feesten worden gegeven in België onder de naam Breakcore Gives Me Wood.